# Averøy
Averøy é uma comuna da Noruega, com 174 km² de área e 5 472 habitantes (censo de 2004).         